# 熊井友理奈
熊井 友理奈（くまい ゆりな、1993年8月3日 - ）は、日本のタレント、ファッションモデル。ハロー!プロジェクト・キッズを経て、アイドルグループ・Berryz工房のメンバーとして活動した。メンバーカラーはグリーン。夫はモデルの大須賀崇。
神奈川県出身。血液型B型。身長181cm。アップフロントクリエイトおよび館岡事務所所属。

## 略歴
- 2002年6月30日、ハロー!プロジェクト・キッズ オーディションに合格し、ハロー!プロジェクト・キッズの一員となる。
- 2004年3月3日、Berryz工房としてメジャーデビュー。
- 2007年8月29日、初ソロ写真集『友理奈』発売[8]。
- 2009年4月3日、ガーディアンズ4メンバーに選出[9]。
- 2011年12月17日、初主演映画『王様ゲーム』公開[10]。
- 2012年10月28日、熊井友理奈オフィシャルブログ「Enjoy!」開設[11]。
- 2015年3月3日、Berryz工房の無期限活動停止[12]。
- 2015年9月30日、自身のブログ上で初のモデル現場での撮影に臨んだ旨を報告[13]。
- 2016年1月14日、都内で行われた『ユミカツラ パリコレ・ドレス発表会』でファッションデザイナー・桂由美の新作ドレスを着用、披露[14]。
- 2016年2月16日、東京国際フォーラムで開催された『YUMI KATSURA 2016 GRAND COLLECTION IN TOKYO』に出演し[15]、ランウェイデビューを飾る[16]。
- 2018年5月1日、モデルとして館岡事務所にも所属することが発表された[17]。
- 2019年3月20日、グランドハイアット東京で開催されたAmazon Fashion Week TOKYO（通称 東京コレクション）で芦田多恵のショーに出演[18]。
- 2022年8月4日、アパレルブランド「LANSE」のcreative directorに就任したことを発表[19][20]。
- 2023年1月1日、所属事務所をジェイピィールームからアップフロントクリエイトへ移籍。
- 2023年8月10日、モデルの大須賀崇との結婚を報告[4][5]。

## 人物
- 趣味はファッション雑誌を読むこと、音楽鑑賞、ショッピングなど[11]。
- 性格はBerryz工房のキャプテンの清水佐紀曰く、天然でいい意味でマイペース[21][22]。℃-uteの矢島舞美曰く、見た目はクールビューティーで内面はおっとりさんで優しい[23]。
- 小学生の頃はピアノと水泳を習い、学級委員などもする活発な子供だった[24]。
- 好きな食べ物は抹茶で[25]、嫌いな食べ物はトマト[26]。
- ℃-uteの鈴木愛理とは抹茶好き同士であり、「抹茶ーず」というユニットを組んでいる[27]。2012年10月31日には抹茶ーずが宇治商工会議所より「宇治茶♥大使」[25]に任命され、2人が監修を務める「宇治ゆるキャラ」が公募された[28]。同年11月26日に大使の認定式に出席した抹茶ーずの2人が応募されたゆるキャラから「チャチャ王国のおうじちゃま」を公認キャラクターに選出した[29]。2016年11月14日には「宇治市観光大使」[30]にも任命された。
- 好きな言葉は「ENJOY」で、MCや本人制作のグッズなどにしばしば用いられる[31]。
- B.L.T.特別編集『ハロプロまるわかりBOOK〜2010夏〜』[32]において実施されたアンケート、「憧れるルックス」部門では、他のハロー!プロジェクトメンバーを大きく引き離し、1位を獲得している。
- 元HKT48の指原莉乃が熊井の大ファンである。指原曰く、「熊井ちゃんが好き過ぎて生きるのが辛い」[33]。指原の1stシングル発売の際、『魁!音楽番付 Eight』の企画で、熊井が小学6年生のときに中学1年生の指原から送られてきたファンレターを持参して指原のもとをサプライズ訪問した[34]。
- 高校卒業後は大学へ進学し[35]、2016年3月に卒業した[36]。

### 身長
- 身長は181cm[37]。ハロー！プロジェクト内はもちろん、アイドル界全体でもトップクラスの背の高さで知られ[38]、自称、アイドルの中で1番の高身長[11]。
- 2002年に小学3年生（8歳）で芸能界入りした時には、身長はすでに153cmあった。中学2年生だった2007年夏の時点で本人曰く「174 - 175cm」であったが[39]、『UP to boy』2009年2月号 (vol.189) に掲載された「Berryz工房 熊井友理奈7大ひみつ徹底大解剖!!」では中学3年生（当時）の時点で身長176cmと紹介され、熊井主演映画『王様ゲーム』の完成披露試写会が行われた際の新聞記事でも176cmとされている[40]。つんく♂は2010年11月9日付の自身のブログで「180cm越え」としている[41]。2015年7月29日放送の「ナカイの窓」（日本テレビ）の「デカイ人SP」にゲスト出演して身長を計測し、181cmであることが判明[42]。Berryz工房で一番身長が低い嗣永桃子とは約30cmの差がある。
- 自身の高身長について「以前はコンプレックスだったんですが、今は乗り越えた。」と語っており[35]、また、「身長は私の個性、今後の仕事に生かしていきたいです。」と語っている[43][44]。
- 桂由美からは「ドレスは向こうのモデルに合わせ180センチを想定して作るが、日本に持って帰ると170センチ台のモデルが多いので、わざわざ十何センチの高いヒールを履いて出てもらっている。今回オーディションをしたら181センチは彼女だけ。デザイナーにしたら、そのままでいいので選びやすい。堂々としているし、経験を積んだらパリコレに出られる」と評価されている[45]。
- 事務所のオーディションの履歴書に両親の身長も書かないといけなくなったのは自分のせいだと語った[46]。

## 作品

### 映像作品
DVD
- メイキング・オブ 仔犬ダンの物語（2003年1月21日）
- 仔犬ダンの物語（2003年6月18日）
- ほたるの星（2004年12月22日）
- 娘DOKYU! vol.1（2005年12月14日）
- リトルホスピタル vol.1・2（2005年12月7日）
- ハローキッズ vol.2（2006年2月22日）
- ハロプロアワー Vol.7（2007年3月7日）

DVD（限定）
- ゴ→50 Vol.2・4（2005年12月13日・2006年3月15日）
- YURINA KUMAI DVD on HELLO! PROJECT SPORTS FESTIVAL 2006（2006年7月1日）
- 熊井友理奈 on Berryz工房サマーコンサートツアー2006 『夏夏!〜あなたを好きになる三原則〜』（2006年12月16日）
- Berryz工房 DVD MAGAZINE Vol.8 熊井友理奈（2007年4月1日）
- 友理奈 熊井友理奈ファーストソロ写真集 メイキングDVD 〜特別編集版〜（2007年10月20日、UP-FRONT WORKS）[47]
- 熊井友理奈 on Berryz工房コンサートツアー2007夏 〜ウェルカム!Berryz宮殿〜（2008年1月26日）
- 熊井友理奈写真集「FLOWERAGE」 メイキングDVD 〜特別編集版〜（2009年9月16日、UP-FRONT WORKS）[48]
- 熊井友理奈写真集「クマスポ!」 メイキングDVD 〜特別編集版〜（2011年1月28日、UP-FRONT WORKS）[49]
- 熊井友理奈DVD「one day in autumn」（2011年12月22日、UP-FRONT WORKS）[50]
- 熊井友理奈DVD「Lily」（2012年4月18日、UP-FRONT WORKS）[51]
- 熊井友理奈DVD「brand new day」（2013年10月5日、UP-FRONT WORKS）[52][53]

## 出演
ハロー!プロジェクト全体、ハロー!プロジェクト・キッズ全体、及び各所属ユニット全体での活動はそれぞれの項目を参照のこと。

### テレビ番組
バラエティ
- 王様のブランチ（2015年10月10日 - 2021年3月27日、TBSテレビ） - リポーター[54]
- 一夜づけ（2017年3月27日 - 2018年3月、テレビ東京） - 5期生[55]
- カナフルTV（2018年4月1日 - 、テレビ神奈川）[56]

ハロプロ
- 娘DOKYU! カレー・バームクーヘン作り（2005年4月28日・29日・5月4日 - 6日、テレビ東京）
- The Girls Live（2014年1月17日‐、不定期、テレビ東京） - MC

ドラマ
- リトルホスピタル（2004年1月 - 3月、テレビ東京） - 熊野由理 役

### ラジオ番組
- 痛快!ベリーズ王国（2009年7月3日 - 2012年3月30日、スターデジオ）
- BZS1422（2012年7月8日 - 2015年3月1日、ラジオ日本） - 徳永千奈美と2人でパーソナリティを務める。

### ナレーション
- FC町田ゼルビアをつくろう〜ゼルつく〜 #54#55（2021年4月2日、AbemaTV）

### CM
- 日本食肉消費総合センター Jビーフ「お肉スキスキ」（2003年）
- Base Ball Bear「(WHAT IS THE)LOVE & POP?」（2009年）
- 髙島屋「春の全館SUPERポイントウイーク」（2017年）[57]
- トヨタ ユー・グループ「KINTO」（2019年）

### WebCM
- SESAME mini（2018年）
- カゴメトマトジュース×キレートレモン（2023年）[58]

### 映画
- 仔犬ダンの物語（2002年12月14日、東映） - 松田ちより 役
- ほたるの星（2004年6月5日（2004年3月 山口県内のみ先行公開）、角川映画） - 河野愛 役
  - 2003年11月1日 - 9日 第16回東京国際映画祭コンペティション部門出品
- 王様ゲーム（2011年12月17日、BS-TBS） - 主演・本多智恵美 役[59][注 1]

### 舞台
- 劇団ゲキハロ第12回公演「キャッツ♥アイ」（2012年9月22日 - 30日、東京・サンシャイン劇場 / 10月13日・14日、大阪・イオン化粧品シアターBRAVA!） - リコ 役

### ライブ
- Hello! Project COUNTDOWN PARTY 2015 〜GOOD BYE & HELLO!〜（2015年12月31日、中野サンプラザ） - MC
- Hello! Project COUNTDOWN PARTY 2016 〜GOOD BYE & HELLO!〜（2016年12月31日、中野サンプラザ） - MC
- Hello! Project 20th Anniversary!! Hello! Project COUNTDOWN PARTY 2017 〜GOOD BYE & HELLO!〜（2017年12月31日、中野サンプラザ） - MC
- Hello! Project 20th Anniversary!! Hello! Project 2018 SUMMER 〜ONE FOR ALL〜（2018年7月22日、日本特殊陶業市民会館 フォレストホール） - ゲスト出演[60]
- Hello! Project 20th Anniversary!! Hello! Project COUNTDOWN PARTY 2018 〜GOOD BYE & HELLO!〜（2018年12月31日、中野サンプラザ） - MC、ゲスト出演
- Hello! Project 20th Anniversary!! Hello! Project 2019 WINTER 〜YOU & I〜/〜NEW AGE〜（2019年1月2日・5日、中野サンプラザ、計3公演 / 20日、オリックス劇場、昼夜2公演 / 2会場5公演） - ゲスト出演[61]
- Hello! Project Year-End Party 2021 〜GOOD BYE & HELLO ! 〜（2021年12月30日・31日、中野サンプラザ）[62] - 各々1部ゲスト出演
- Hello! Project 25th ANNIVERSARY CONCERT「ALL FOR ONE & ONE FOR ALL!」ACT II（2023年9月10日、国立代々木競技場 第一体育館）[63]

### ブランド
- DUMMY 2015-16年秋冬コレクション[64]
- JETSET SOLO PLUS 2016春夏広告キャラクター[65][66]
- JETSET SOLO PLUS 2016秋冬広告キャラクター[67]
- JETSET SOLO PLUS 2017春夏広告キャラクター[68]
- GYPTHY イメージモデル（2019年）
- VIVIENNE TAM 2022春 メインビジュアル[69][70]

### ファッションショー
- 2016 YUMI KATSURA GRAND COLLECTION IN TOKYO（2016年2月16日、東京国際フォーラム）[71][16]
- 2016 YUMI KATSURA GRAND COLLECTION IN OSAKA（2016年7月20日、帝国ホテル大阪）[72][73]
- 2017 YUMI KATSURA GRAND COLLECTION with OPERA（2017年2月15日、グランドプリンスホテル新高輪 大宴会場 飛天）[74][75]
- YUMI KATSURA×JIKEI GRAND COLLECTION IN OSAKA（2017年7月25日、ザ・シンフォニーホール）[76][77]
- INTERNATIONAL BEAUTY FORUM 第67回芸術祭全国大会（2017年10月24日、舞浜アンフィシアター）[78][79]
- 2018 YUMI KATSURA Collection BEYOND EAST & WEST（2018年2月20日、迎賓館赤坂離宮）[80][81]
- POMELLATO Jewelry Show（2018年5月24日、駐日イタリア大使館）[82][83]
- 2018 YUMI KATSURA GROUND COLLECTION IN OSAKA（2018年8月1日、帝国ホテル大阪）[84]
- 2019 YUMI KATSURA GRAND COLLECTION IN TOKYO（2019年2月27日、東京国立博物館 表慶館）[85]
- TAE ASHIDA Autumn Winter Collection 2019-2020, Amazon Fashion Week TOKYO（2019年3月20日、グランドハイアット東京）[86]
- TILIA Haute couture show（2019年3月29日、グランドハイアット東京）[87]
- JUN ASHIDA 2019-2020 Autumn Winter Collection（2019年4月9日、草月ホール）[88]
- GIORGIO ARMANI cruise Men's and Women's Collections 2020 in Tokyo（2019年5月24日、東京国立博物館 表慶館）[89]
- 2019 YUMI KATSURA GROUND COLLECTION IN OSAKA（2019年7月24日、築港赤レンガ倉庫）[90]
- TAE ASHIDA Spring Summer Collection 2020, Rakuten Fashion Week TOKYO（2019年10月18日、グランドハイアット東京）[86]
- Yumi Katsura Bridal Fashion Show『縁(Enishi)』in 出雲大社2019（2019年11月2日、出雲大社境内特設会場）[91]
- EMarie 理研よこはまシンポジウム 人工知能と人間の感性の融合による新しい価値の創出（2019年11月25日、横浜ランドマークホール）[92][93]
- 55TH YUMI KATSURA GRAND COLLECTION IN TOKYO BRILLIANT WHITE DEBUT（2020年2月18日、ホテルオークラ東京）[94]
- Yuima Nakazato Fall Winter 2021-22 Haute Couture fashion show (2021年7月7日、横浜港大さん橋ふ頭)[95][96]
- TAE ASHIDA Spring Summer Collection 2022 (2021年10月27日、新豊洲Brilliaランニングスタジアム)[97]
- TAE ASHIDA 30th Anniversary Autumn Winter Collection 2022-2023（2022年4月6日、国立代々木競技場第二体育館）[98]
- TAE ASHIDA Spring Summer Collection 2023 (2022年10月12日、国立競技場)[99]
- TAE ASHIDA Autumn Winter Collection 2023-2024 (2023年3月29日、新宿住友ビル三角広場)[100][101]
- JUN ASHIDA Autumn Winter Collection 2023-2024 (2023年4月7日、グランドハイアット東京)[102][103]
- BENCH/ PRESENTS TERNOCON 2024 S/S Collection, Rakuten Fashion Week TOKYO（2023年8月30日、渋谷ヒカリエ）[104]
- JUN ASHIDA/TAE ASHIDA 60th Anniversary Spring Summer Collection 2024（2023年10月26日、新宿住友ビル三角広場）[105][106]
- TOKYO FASHION CROSSING, CLOSING FASHION SHOW（2023年11月6日、東京国際フォーラム）[107]
- KABUTO Special Show「 BUDO ÉT MODE 」（2023年12月1日、横浜・大さん橋ホール）[108][109][110]
- TOKYO CREATIVE SALON 2024, エールフランス航空 - 90年にわたるエレガンス・ファッションショー（2024年3月20日、有楽町マリオン センターモール）[111]
- Sustainable Fashion Design Award 2024最終審査ファッションショー（2024年3月20日、有楽町マリオン センターモール）[112][113]
- JUN ASHIDA Autumn Winter Collection 2024-2025（2024年3月29日、グランドハイアット東京）[114][115]
- SOU×MODE 奏と装 コシノジュンコ×東京藝術大学 コラボレーションショー（2024年4月18日、東京藝術大学 奏楽堂）[116][117][118]
- 桂由美追悼ファッションショー(偲ぶ会) “Yumi -celebration of life-”（2024年8月9日、帝国ホテル東京）[119][120]
- Yumi Katsura トーク＆ファッションショー ～シルクの魅力・ユミカツラの世界～（2024年10月2日、岡谷市カノラホール 大ホール）[121][122]
- BUDO étMode 道 -DOU-（2025年1月17日、中部国際空港）[123][124][125]
- Sustainable Fashion Design Award 2025最終審査ファッションショー（2025年3月29日、六本木ヒルズ 大屋根プラザ）[126][127]

## 書籍
- 身長差悩みあるあるWorld『コンプレックスにサヨウナラ!』 熊井友理奈&ミニーズ。?（2018年10月15日、オデッセー出版、撮影：天日恵美子） ISBN 978-4-8470-8155-2[128]

### 写真集
- 友理奈（2007年8月29日、キッズネット）[129]
- Flowerage（2009年7月25日、キッズネット）[130]
- クマスポ! アロハロ!（2010年12月17日、キッズネット）[131]

## 参加ユニット
- Berryz工房（2004年 - 2015年） - メンバーカラーは「緑」
- 企画ユニット
  - ガーディアンズ4（2009年 - 2010年）
- シャッフルユニット
  - H.P.オールスターズ（2004年）
  - タンポポ#（2009年 - ）
  - ハロー!プロジェクト モベキマス（2011年）
- 抹茶ーず（2011年 - ）[注 2]
- 熊井友理奈&ミニーズ。?（2018年 - ）

その他
- リトルガッタス